# Nathalie Moellhausen
Nathalie Moellhausen (Milão, 1 de dezembro de 1985) é uma esgrimista ítalo-brasileira. Campeã do Campeonato Mundial de Esgrima de 2019.

## Carreira
Nascida na Itália, é filha do alemão Philippe Moelhausen e da estilista ítalo-brasileira Valeria Ferlini. Depois de conseguir a nacionalidade brasileira, despertou o interesse de representar o Brasil nas competições. Residindo atualmente em Paris, é treinada por Daniel Levavasseur.
Foi campeã mundial e europeia na categoria espada. Nos Jogos Pan-Americanos de 2015 conquistou a medalha de bronze, após perder nas semifinais para a norte-americana Katharine Holmes.
Nos Jogos Olímpicos de Verão de 2016 venceu 3 vezes e chegou nas quartas-de-final, terminando entre as 8 melhores da Olimpíada. Foi o melhor desempenho da História da esgrima brasileira em Olimpíadas, igualado alguns dias depois por Guilherme Toldo. 
Foi escolhida a melhor esgrimista do ano no Prêmio Brasil Olímpico de 2018.
Em 2019 ela conseguiu uma inédita medalha de ouro para o Brasil, ao se consagrar campeã do Campeonato Mundial de Esgrima, na Hungria.
Nos Jogos Pan-Americanos de 2023, ocorridos em Santiago, no Chile, integrou a equipe brasileira na modalidade espada, ao lado de Amanda Simeão, Victoria Vizeu e Ana Beatriz Bulcão. A equipe brasileira derrotou as equipes da Colômbia, por 45 a 34. Depois, derrotou a Venezuela, por 45 a 35. Na final encarou a equipe do Canadá, vencendo por 45 a 40, e conquistando a medalha de ouro. Foi a primeira medalha de ouro da esgrima do Brasil nos Jogos Pan-Americanos desde a edição de 1967, em que Arthur Cramer conquistou a medalha, e a primeira medalha de ouro da esgrima feminina brasileira. Nathalie anunciou que esta foi sua última competição por equipes.
Na sua estreia nos Jogos Olímpicos de Verão de 2024, em Paris, França, no dia 27 de julho de 2024, Nathalie sentiu-se mal. Recebendo cuidados médicos imediatamente, retornou à competição, mas acabou eliminada no confronto contra sua rival, a canadense Ruien Xiao. Posteriormente, revelou-se que a esgrimista brasileira havia sido há pouco diagnosticada com um tumor benigno na região do cóccix, motivo de uma internação de emergência dias antes do começo dos Jogos. 